# Preczystiwka
Preczystiwka (ukr. Пречистівка) – wieś na Ukrainie, w obwodzie donieckim, w rejonie wołnowaskim. W 2019 liczyła 563 mieszkańców.